# Bradley Smith
Bradley Smith, född 28 november 1990 i Oxford i Storbritannien, är en brittisk roadracingförare som kör i MotoGP-klassen i Roadracing-VM sedan 2014. Säsongen 2017 är han fabriksförare för KTM.

## Roadracingkarriär
Smith gjorde VM-debut 2006 för Repsol Honda i 125GP. Han tog en pallplats, på Le Mans, under Roadracing-VM 2007. Säsongen 2008 började bra för Smith som körde för Polaris World-teamet och han blev sexa i VM. Sina första två Grand Prix vann Smith Roadracing-VM 2009 för Bancaja Aspar-teamet. Han slogs om VM-titeln med teamkollegan Julián Simón som slutligen drog ifrån och blev världsmästare. 2010 fortsatte Smith i samma klass och team och blev VM-fyra. 2011 steg Smith upp en klass till Moto2 där han körde för Tech 3 Racing med en andraplats och två tredjeplatser som bäst. 2012 fortsatte Smith i samma team och klass men säsongen gick sämre. Han var dock lovad en styrning för Tech 3 i MotoGP till 2013 vilket han också fick. Första pallplatsen kom genom tredjeplatsen vid Australiens GP 2014. Roadracing-VM 2015 förbättrade Smith sina resultat. Han tog poäng i varje Grand Prix med andraplatsen i San Marinos Grand Prix som höjdpunkt. Han blev sexa i VM och bäste satellitförare. Smith var också bättre än sin stallkamrat Pol Espargaró och fick förnyat förtroende hos Tech 3 2016. Tillsammans med Espargaró och Katsuyuki Nakasuga vann också Smith Suzuka 8-timmars för Yamaha 2015. Redan innan säsongen 2016 startat meddelade Smith att han skulle köra för KTM:s fabriksteam 2017. KTM:s debutår i MotoGP. Vad säsongen 2016 anbelangar började Smith med svagare resultat än 2015 och han missade många deltävlingar på grund av en elak knäskada han ådrog sig i endurance-loppet Oschersleben 8-timmars. Han kom på 17:e plats i VM. Säsongen 2017 gick Smith till KTM Factory Racing och körde KTM:s fabriksmotorcykel debutåret. Han överglänstes av sin stallkamrat Pol Espargaró och även av testföraren Mika Kallio. KTM stod dock fast vid sitt kontrakt med Smith och kan kör deras maskin även 2018. Någon förlängning därefter blev det ej, utan Smith skrev på som testförare åt Aprilia 2019 med löfte om några wild card-starter i MotoGP.

### VM-säsonger
| Säsong | Klass  | VM- plac. | Poäng | 1/2/3- platser | Starter | Motorcykel | Team                        | Startnr |
| ------ | ------ | --------- | ----- | -------------- | ------- | ---------- | --------------------------- | ------- |
| 2006   | 125GP  | 19        | 20    | - / - / -      | 14      | Honda      | Repsol Honda                | 38      |
| 2007   | 125GP  | 10        | 101   | - / - / 1      | 16      | Honda      | Repsol Honda 125cc          | 38      |
| 2008   | 125GP  | 6         | 150   | - / 3 / 1      | 17      | Aprilia    | Polaris World               | 38      |
| 2009   | 125GP  | 2         | 223   | 2 / 4 / 3      | 16      | Aprilia    | Bancaja Aspar Team 125cc    | 38      |
| 2010   | 125GP  | 4         | 223   | 1 / 1 / 4      | 17      | Aprilia    | Bancaja Aspar Team          | 38      |
| 2011   | Moto2  | 7         | 121   | - / 1 / 2      | 16      | Tech 3     | Tech 3 Racing               | 38      |
| 2012   | Moto2  | 9         | 109   | - / - / -      | 17      | Tech 3     | Tech 3 Racing               | 38      |
| 2013   | MotoGP | 10        | 116   | - / - / -      | 18      | Yamaha     | Monster Yamaha Tech 3       | 38      |
| 2014   | MotoGP | 8         | 121   | - / - / 1      | 18      | Yamaha     | Monster Yamaha Tech 3       | 38      |
| 2015   | MotoGP | 6         | 181   | - / 1 / -      | 18      | Yamaha     | Monster Yamaha Tech 3       | 38      |
| 2016   | MotoGP | 17        | 62    | - / - / -      | 15      | Yamaha     | Monster Yamaha Tech 3       | 38      |
| 2017   | MotoGP | 21        | 29    | - / - / -      | 17      | KTM        | Red Bull KTM Factory Racing | 38      |
| 2018   | MotoGP | 18        | 38    | - / - / -      |         | KTM        | Red Bull KTM Factory Racing | 38      |
| 2019   | MotoGP |           |       |                |         | Aprilia    |                             | 38      |

## Pallplatser
Uppdaterad till 2017-12-31.
| Nr | Grand Prix | År |
| -- | ---------- | -- |
| 1  | San Marino |    |

| Nr | Grand Prix | År   |
| -- | ---------- | ---- |
| 1  | Australien | 2014 |

| Nr | Grand Prix     | År   |
| -- | -------------- | ---- |
| 1  | Storbritannien | 2011 |

| Nr | Grand Prix | År   |
| -- | ---------- | ---- |
| 1  | TT Assen   | 2011 |
| 2  | Italien    | 2011 |

| Nr | Grand Prix | År   |
| -- | ---------- | ---- |
| 1  | Spanien    | 2009 |
| 2  | Italien    | 2009 |
| 3  | Valencia   | 2010 |

| Nr | Grand Prix | År   |
| -- | ---------- | ---- |
| 1  | Frankrike  | 2008 |
| 2  | San Marino | 2008 |
| 3  | Malaysia   | 2008 |

| Nr | Grand Prix | År   |
| -- | ---------- | ---- |
| 1  | Frankrike  | 2007 |
| 2  | Spanien    | 2008 |